# Sietz Leeflang
Sietz Leeflang (Haarlem, 29 mei 1933 – Breskens, 14 december 2017) was een Nederlands milieuactivist en journalist.

## Loopbaan
Na een loopbaan als wetenschapsjournalist bij het Algemeen Handelsblad (later NRC Handelsblad) en een korte periode bij Philips richtte Sietz Leeflang in 1970 samen met zijn vrouw Anke de Jong milieu-proefboerderij De Kleine Aarde op. Dit initiatief kwam voort uit de toenemende zorgen die Leeflang had over de ontwikkeling van de maatschappij, waarin de belangstelling voor mens en milieu achter dreigde te raken bij het geloof in de technologische en economische groei.
In het project Stichting de Twaalf Ambachten, centrum voor ecologische technieken, dat door Leeflang en De Jong in 1977 werd opgericht, komt deze zorg nog concreter tot uiting. Met deze stichting probeerde Leeflang zijn ideeën te verwezenlijken die moeten leiden tot een duurzamer maatschappij, met aandacht voor mens en milieu. De Twaalf Ambachten was tot 2013 gevestigd in Boxtel, waar ook de Kleine Aarde gevestigd is.
In 1990 werd Sietz als eerste Nederlander individueel onderscheiden met de VN-milieuprijs Global 500. 
Sinds 2013 werd de Stichting De Twaalf Ambachten bestuurd vanuit de Dorpsstraat in Breskens (West-Zeeuws-Vlaanderen). Leeflang en zijn vrouw vestigden zich daar in 2005. Anke Leeflang-de Jong overleed in 2007 op 70-jarige leeftijd.
Op 5 februari 2015 ontving Leeflang de VIBA-duurzaamheidsprijs 2015 "voor het uitzonderlijk 'steentje' dat hij heeft bijgedragen aan de ontwikkeling van het duurzaam, bio-ecologisch bouwen in Nederland". Sietz Leeflang overleed eind 2017 op 84-jarige leeftijd.